# Стори (округ, Айова)
Сто́ри (англ. Story County) — округ в США, штате Айова. На 2000 год численность населения составляла 79 981 человек. По оценке бюро переписи населения США в 2009 году население округа составляло 87 214 человек. Окружным центром является город Невада.

## История
Округ Стори был сформирован в 13 января 1846 года.

## География
Согласно данным Бюро переписи населения США площадь округа Стори составляет 1483 км².

### Основные шоссе
- Федеральная автострада 35
- Шоссе 30
- Шоссе 65
- Шоссе 69
- Автострада 210

### Соседние округа
- Гамильтон  (северо-запад)
- Хардин  (северо-восток)
- Маршалл  (восток)
- Джаспер  (юго-восток)
- Полк  (юг)
- Бун  (запад)

## Демография
По данным переписи населения 2000 года в округе проживало 79 981 жителей. Среди них 17,7 % составляли дети до 18 лет, 10,4 % люди возрастом более 65 лет. 48,9 % населения составляли женщины.
Национальный состав был следующим: 90,8 % белых, 2,4 % афроамериканцев, 0,2 % представителей коренных народов, 5,5 % азиатов, 2,2 % латиноамериканцев. 1,1 % населения являлись представителями двух или более рас.
Средний доход на душу населения в округе составлял $19949. 17,8 % населения имело доход ниже прожиточного минимума. Средний доход на домохозяйство составлял $50265.
Также 93,5 % взрослого населения имело законченное среднее образование, а 44,5 % имело высшее образование.

## Известные уроженцы
- Джим Лаунсбери (англ. Jim Lounsbury) (1923-2006), один из «пионеров» рок-н-ролла и ведущий радиопередач из США.